# Plymouth, Wisconsin
Plymouth là một thành phố thuộc quận Sheboygan, tiểu bang Wisconsin, Hoa Kỳ. Năm 2000, dân số của thành phố này là 7781 người.